# El tiempo es oro
El tiempo es oro è il terzo album della cantante messicana Paulina Rubio. È stato pubblicato il 25 marzo 1995 dall'etichetta discografica EMI Latin.
Dall'album sono stati estratti i singoli Te daría mi vida, Nada de ti e Hoy te dejé de amar. Nell'album è contenuta anche il singolo Bésame en la boca, che fu parte della colonna sonora del primo film nel quale la cantante compare.

## Tracce
1. Introducción (C.Sánchez; Cesar Valle) - 1:16
2. Te Daría mi vida (C.Sánchez; Cesar Valle) - 4:12
3. A ti, volver, regresar (Claudio Bermudez) - 3:46
4. Hoy te dejé de amar (Marco Flores) - 3:55
5. Nada de ti (Marco Flores) - 3:31
6. No me obligues (Carolina Cortés; Jose Luis Campuzano) - 4:18
7. Si te marchas con otra (C.Sánchez; Cesar Valle) - 3:55
8. Amarnos no es pecado (Daniel Garcia; Mario Schajris) - 3:12
9. Aun (Claudio Bermudez) - 3:31
10. Me estoy enamorando (C.Sánchez; Cesar Valle) - 3:35
11. Sola (C.Sánchez; Cesar Valle) - 5:16
12. En el nombre del amor (C.Sánchez; Cesar Valle) - 3:58
13. Un día gris (Marco Flores) - 2:52
14. Bésame en la boca (Adrian Posee; Didi Gutman) - 3:54